# Cuora pani
Cuora pani es una especie de tortuga de la familia Geoemydidae (anteriormente Bataguridae) endémica de China. La tortuga de caja de cabeza amarilla (Cuora aurocapitata) era considerada como una subespecie de Cuora pani.
- Cuora pani pani:  Endémica de China que sólo se encuentra en la parte central de las provincias chinas de Shanxi, Sichuan y Hubei (Blanck y Tang, 2005).